# NGC 7113
NGC 7113 este o galaxie situată în constelația Pegas. A fost descoperită în 3 august 1864 de către Albert Marth. Se află la o distanță de 80,11 de megaparseci de Pământ.